# كيليان باليوكا
كيليان باليوكا هو لاعب كرة قدم سويسري في مركز الهجوم، ولد في 2 سبتمبر 1996 في Chêne-Bougeries ‏ في سويسرا. لعب مع أولمبيك ليون.

## وصلات خارجية
- كيليان باليوكا على موقع الاتحاد الأوربي (الإنجليزية)
- كيليان باليوكا على موقع قاعدة بيانات كرة القدم.إي يو (الإنجليزية)
- كيليان باليوكا على موقع Soccerway.com (الإنجليزية)
- كيليان باليوكا على موقع عالم كرة القدم.نت (الإنجليزية)
- كيليان باليوكا على موقع AS.com (الإسبانية)